# Mikey Madison
Mikaela Madison Rosberg (Los Angeles, EUA, 25 de març de 1999), coneguda professionalment com a Mikey Madison, és una actriu estatunidenca. Va començar la seua carrera actuant en curtmetratges i va rebre el reconeixement pel seu paper d'adolescent malhumorada a la sèrie de comèdia de FX Better Things (2016-2022). Va interpretar a Susan Atkins a la pel·lícula de comèdia dramàtica de Quentin Tarantino Once Upon a Time in Hollywood (2019) i Amber Freeman a la pel·lícula de terror Scream (2022).
Madison va obtenir un ampli reconeixement per interpretar el paper principal d'una treballadora sexual a la pel·lícula Anora (2024) de Sean Baker, que li va valer el BAFTA i l'Oscar a la millor actriu.

## Primers anys
Mikaela Madison Rosberg va néixer a Los Angeles i va créixer a la vall de San Fernando. Els seus dos pares són psicòlegs i té dos germans, un dels quals és el seu bessó, i dues germanes. Es va entrenar inicialment com a genet competitiva abans de passar a actuar amb 14 anys. Va ser educada a casa a partir del seté grau.

## Carrera

### 2012–2023: Primers papers

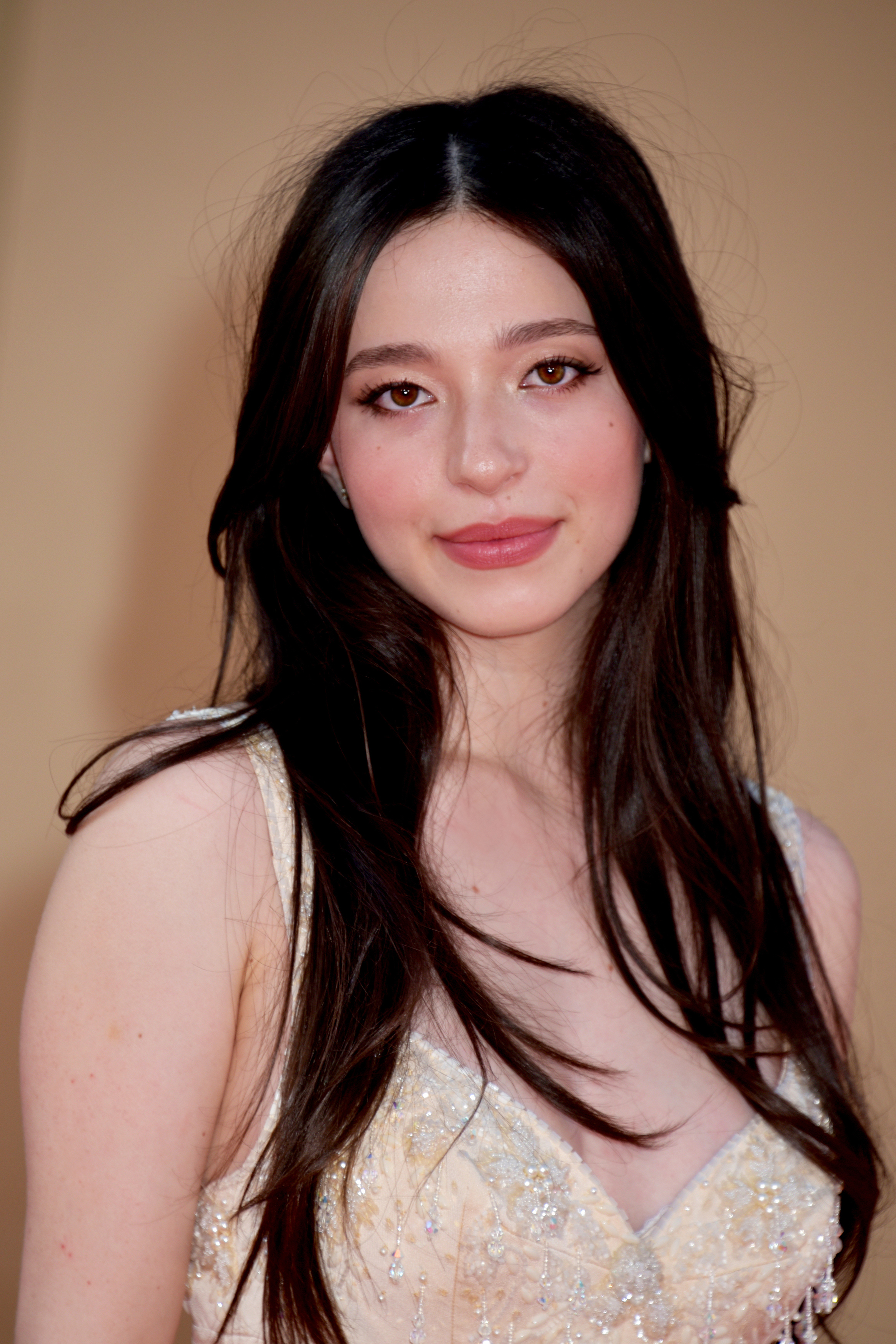
xxxhttps://en.wikipedia.org/wiki/File:Mikey_Madison_2019_by_Glenn_Francis.jpg

Madison va fer el seu debut com a actriu el 2012, apareixent als curtmetratges Retirement i Pani's Box. El 2014, després d'aparéixer al curtmetratge Bound for Greatness, va filmar el seu primer llargmetratge, Liza, Liza, Skies Are Grey, que no es va estrenar fins al 2017.
L'any 2016 va començar a aparéixer en un paper protagonista com a Max Fox, una adolescent malhumorada, a la sèrie de comèdia i drama de FX Better Things creada per Louis C.K. i Pamela Adlon, que es va emetre fins al 2022. Del 2017 al 2018, va protagonitzar la sèrie de comèdia negra de Bravo Imposters. El 2018, va aparéixer a les pel·lícules dramàtiques Monster i Nostalgia.
Madison va guanyar el reconeixement pel seu paper de Susan Sadie Atkins, membre de la família Manson, a la pel·lícula dramàtica d'època de Quentin Tarantino Once Upon a Time in Hollywood, que es va estrenar al Festival de Cannes 2019 i va ser un èxit comercial amb una recaptació mundial de 374,3 milions de dòlars estatunidencs. També el 2019, va tenir un paper de veu a la pel·lícula animada de comèdia La Família Addams.
L'any següent va interpretar a Amber Freeman a Scream, la cinquena pel·lícula de la franquícia Scream, que va ser dirigida per Matt Bettinelli-Olpin i Tyler Gillett. La pel·lícula es va estrenar el 2022 amb èxit de crítica i comercial, convertint-se en la 28a pel·lícula més taquillera de l'any.

### 2024–present: Reconeixement amb Anora

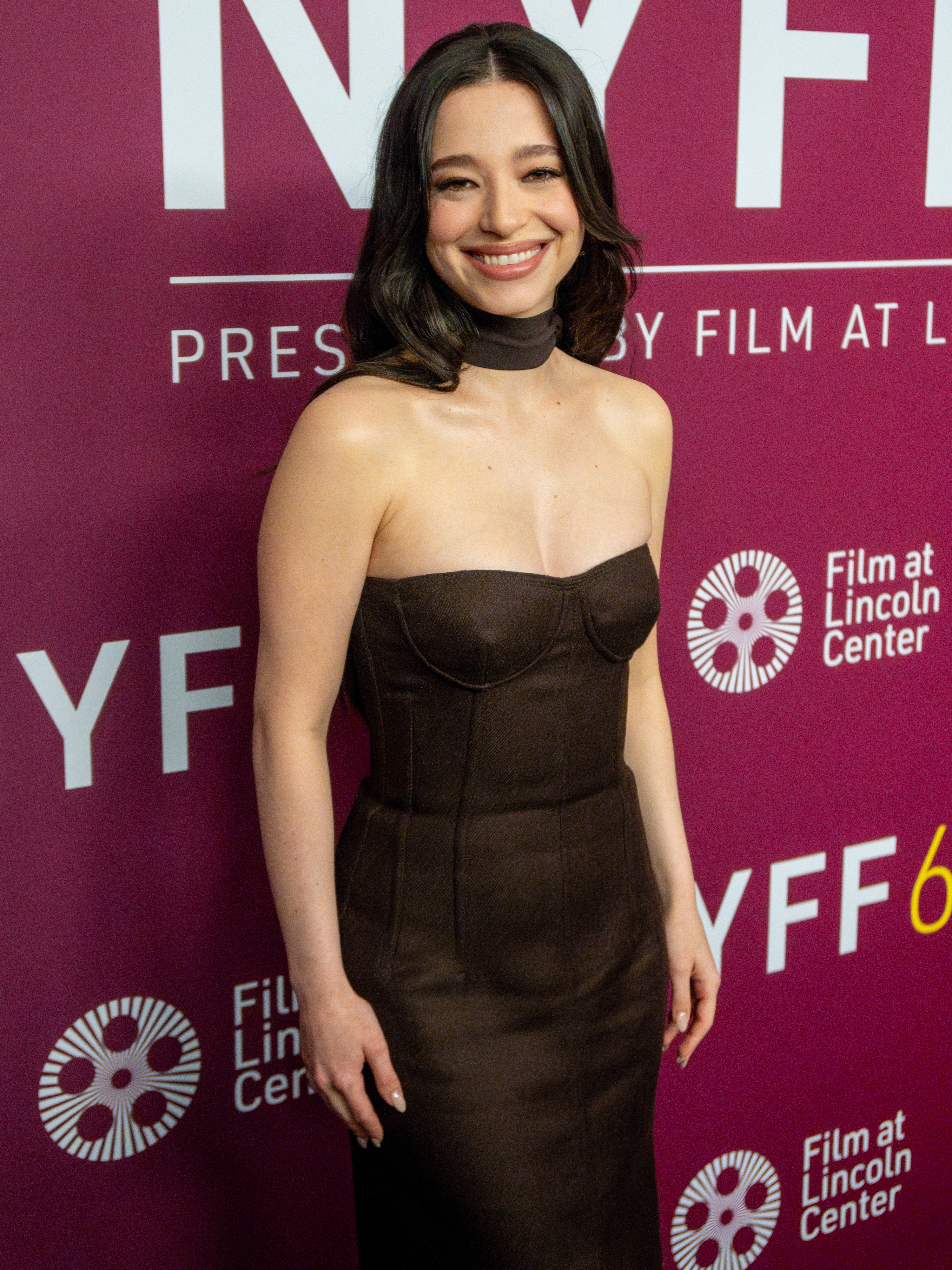
Mikey Madison durant el 62é Festival de Cinema de Nova York el 2024 a l'Alice Tully Hall per a la pel·lícula Anora

El 2024, Madison va tenir un paper secundari a la minisèrie Lady in the Lake. Va ser seleccionada per Sean Baker per a protagonitzar la pel·lícula de drama romàntic Anora com a una stripper i treballadora sexual. Baker va escriure el personatge després de veure les seues actuacions a Scream i Once Upon a Time in Hollywood. Per al paper, va estudiar rus i va realitzar les seues pròpies escenes d'acció. La pel·lícula es va estrenar al Festival de Cannes de 2024 amb elogis de la crítica i va guanyar la Palma d'Or. Es va convertir en un èxit comercial amb una recaptació de més de 30 milions de dòlars a tot el món contra el seu pressupost de 6 milions de dòlars. L'actuació li va fer guanyar l'Oscar a la millor actriu i el BAFTA a la millor actriu en un paper protagonista, a més de nominacions a un Globus d'Or i un SAG Award en la mateixa categoria.

## Vida privada
Madison continua vivint a Los Angeles. És jueva i vegana. No fa servir les xarxes socials, en una entrevista del novembre de 2024 va dir que no li semblen autèntiques ni naturals i que no tindria res impactant a afegir a les xarxes socials. Va afegir que és una persona molt sensible que creu que la gent no hauria de llegir el que els altres diuen sobre elles i, per tant, es manté ignorant a aquesta part d'Internet per la seua salut mental.